# Guyencourt
Guyencourt ist eine französische Gemeinde mit 246 Einwohnern (Stand: 1. Januar 2022) im Département Aisne in der Region Hauts-de-France. Sie gehört zum Arrondissement Laon und zum Kanton Villeneuve-sur-Aisne.

## Geographie
Die Gemeinde Guyencourt liegt an der Grenze zum Département Marne, 17 Kilometer nordwestlich der Innenstadt von Reims. Nachbargemeinden von Guyencourt sind Bouffignereux im Norden, Bouvancourt im Osten und Süden, Ventelay im Südwesten sowie Roucy im Nordwesten.

## Bevölkerungsentwicklung
| Jahr                       | 1962 | 1968 | 1975 | 1982 | 1990 | 1999 | 2011 | 2022 |
| -------------------------- | ---- | ---- | ---- | ---- | ---- | ---- | ---- | ---- |
| Einwohner                  | 141  | 113  | 114  | 135  | 191  | 224  | 221  | 246  |
| Quellen: Cassini und INSEE |      |      |      |      |      |      |      |      |

## Sehenswürdigkeiten

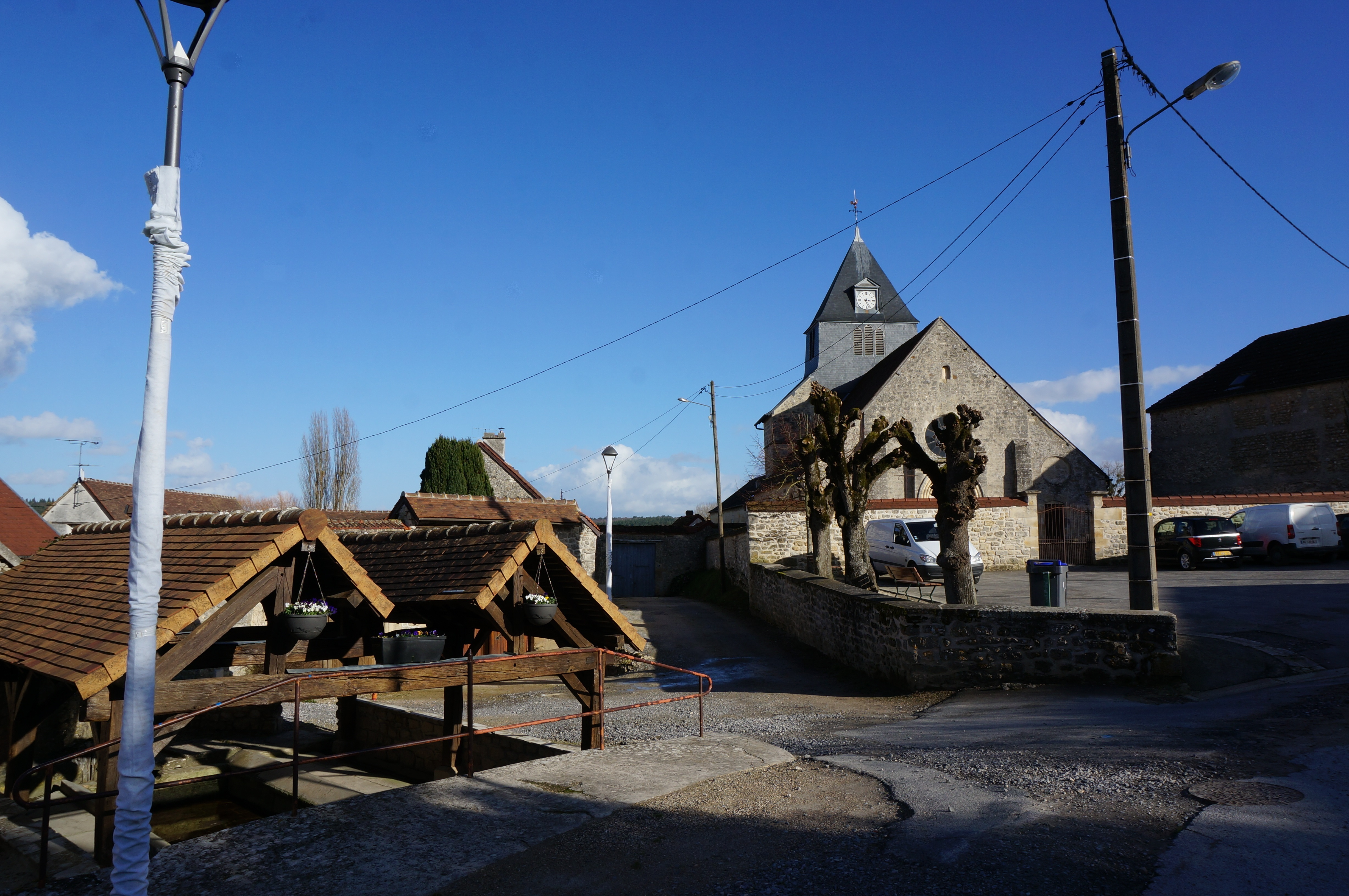
Kirche Saint-Cyr-Sainte-Julitte und Lavoir

- Kirche Saint-Cyr-Sainte-Julitte
- Lavoir